# Comuna Poliske, Berezne
Poliske (în ucraineană Поліське) este o comună în raionul Berezne, regiunea Rivne, Ucraina, formată din satele Ozirți și Poliske (reședința).

## Demografie
Componența lingvistică a comunei Poliske
     Ucraineană (99,95%)
     Alte limbi (0,05%)
Conform recensământului din 2001, majoritatea populației comunei Poliske era vorbitoare de ucraineană (99,95%), existând în minoritate și vorbitori de alte limbi.